# Ramón Ferrándiz
Ramón Ferrándiz (Embún, 1832-Gerona, 1884) fue un militar español, ejecutado durante la Restauración por conspirar en favor de la República mientras estaba destinado en Santa Coloma de Farnés.

## Biografía
Nacido el 7 de noviembre de 1832 en la localidad oscense de Embún, fue soldado desde el 23 de agosto de 1851 e ingresó en el batallón de cazadores de Cataluña. Obtuvo el rango de cabo primero en 1851. Licenciado en 1853, volvió como soldado al servicio en 1857, y con el regimiento de Granada pasó a África de sargento segundo, alcanzando allí, por acción de guerra, el grado de sargento primero. Hallándose en 1868 de reemplazo como alférez, en Valencia, tomó parte con los sublevados en los sucesos de Alcoy, por lo que posteriormente le fue concedido el grado de teniente, con antigüedad de 29 de septiembre de 1868.

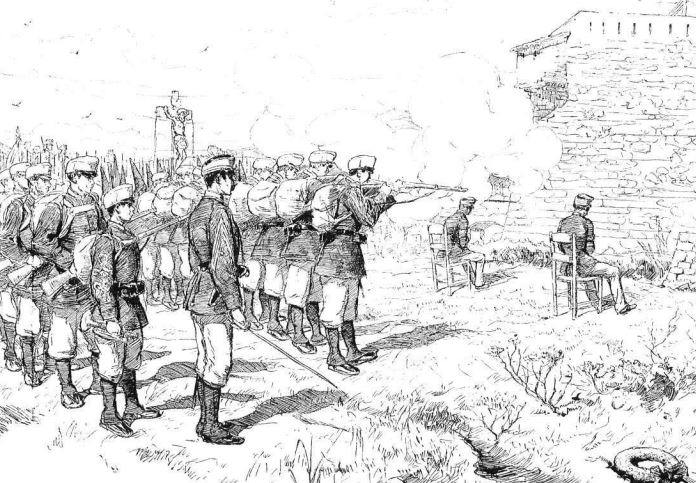
Fusilamento de Ferrandiz y Bellés en Gerona (28 de junio de 1884)

Participó en la tercera guerra carlista y la República le concedió el grado de comandante en 1873 por sus servicios en la Campaña del Norte. Por la acción de Irún recibió en 1874 el grado de teniente coronel. Fue fusilado en Gerona, junto con Manuel Bellés Casanova, tras una sentencia del Consejo Supremo de la Guerra, el 28 de junio de 1884, por desaparición y presunta sublevación en favor de la República. Habían sido apresados el 30 de abril.  Habría escrito una carta a Manuel Ruiz Zorrilla a finales de mayo de 1884, que recibió el político progresista después de los fusilamientos.